# Мотта-Сан-Джованні
Мотта-Сан-Джованні (італ. Motta San Giovanni, сиц. Motta San Giuvanni) — муніципалітет в Італії, у регіоні Калабрія,  метрополійне місто Реджо-Калабрія‎.
Мотта-Сан-Джованні розташована на відстані близько 520 км на південний схід від Рима, 130 км на південний захід від Катандзаро, 13 км на південь від Реджо-Калабрії.
Населення — 6205 осіб (2014).
Щорічний фестиваль відбувається 27 грудня. Покровитель — San Giovanni apostolo ed evangelista. Найцікавішою пам'яткою комуни є замок Сант-Анічето, видатний зразок візантійсько-норманської архітектури. Маяк Капо дель Армі також розташований в комуні на вершині скелі.

## Демографія
Населення за роками:

Станом на 1 січня 2023 року в муніципалітеті офіційно проживало 278 іноземців з 28 країн, серед них 187 громадян країн Євросоюзу та 10 громадян України.

## Сусідні муніципалітети
- Монтебелло-Йоніко
- Реджо-Калабрія